# Péczely József (újságíró)
Péczely József (Dunapataj, 1876. szeptember 12. – Budapest, 1944. december 30.) író, újságíró, intézeti igazgató, publicista, műfordító, lapszerkesztő.

## Életrajza
1895-ben szerezte tanítói oklevelét Nagyenyeden. 1915-ig tanítóként dolgozott, majd 1928-as nyugdíjba vonulásáig Gyulán volt javítóintézeti igazgató. Ezután 1934-ig a Békésmegyei Hírlap felelős szerkesztőjeként tevékenykedett, utána néhány esztendeig a Pesti Hírlapnak volt munkatársa és rovatvezetője. Bombatámadás során hunyt el. Regényeiben és novelláiban a földdel küszködő alföldi parasztok mindennapi életét tárja az olvasó elé. Sírja a Kerepesi úti temetőben található (34-7-9).

## Fontosabb művei
- Szanazugi esetek (novellák, Gyula, 1908);
- Faluból (regény és novellák; Gyula, 1913);
- Vadorzó (regény, Bp., 1916);
- Át az óceánon, regény, Világvárosi Regények 107., Bp., 1933
- Rozika visszajött (Bp., 1943).